# Nyssodrysternum stillatum
Nyssodrysternum stillatum là một loài bọ cánh cứng trong họ Cerambycidae.